# يوسف هباب
يوسف طلال محمد نعيم الهباب (أبو رشيد؛ 21 يناير 1955 في القدس – تُوفي في 27 يونيو 2020 في هولندا) سياسي ودبلوماسي فلسطيني، كان سفيرًا لدى هولندا بين عامي 1993 و1996، لدى تنزانيا بين عامي 2006 و2008.

## حياته
وُلد يوسف هباب عام 1955 في مدينة القدس لأسرة فلسطينية هجرتها العصابات الصهيونية عام 1948 من منطقة يافا إلى القدس. عاش وترعرع في مخيم الدهيشة في بيت لحم حيث كان والده يعمل مديرًا لمخيم الدهيشة.
أنهى الثانوية العامة، وبدأ دراسة الحقوق في جامعة بيروت العربية عام 1973، إلا أنه لم يستكمل دراسته لانضمامه إلى حركة فتح. عاد إلى بيت لحم والتحق بجامعة بيت لحم وبدا دراسة إدارة الفنادق، ثم اعتقله جيش الاحتلال الإسرائيلي بين عامي 1974 و1976.
انتقل إلى هولندا عام 1978 وتزوج من هولندية وله 3 أبناء.
في عام 1993، كُلف بمهام تمثيل منظمة التحرير الفلسطينية لدى هولندا، ولاحقًا في عام 1996 عُين سفيرًا لدولة فلسطين لدى هولندا واستمر في منصبه حتى عام 2005، حيث عُين سفيرًا لدولة فلسطين لدى تنزانيا واستمر في منصبه حتى عام 2008.

## وفاته
تُوفي هباب في 27 يونيو 2020 في هولندا، ودُفن في مقبرة لايدن الإسلامية في 1 يوليو 2020.